# Freeze (T-Pain)
Freeze è un singolo del cantante statunitense T-Pain, pubblicato nel 2008 e interpretato insieme a Chris Brown. Il brano è stato estratto dall'album Thr33 Ringz.

## Tracce
- Download digitale

1. Freeze (featuring Chris Brown) - 3:38

## Classifiche
| Classifica (2008)                    | Posizione più alta |
| ------------------------------------ | ------------------ |
| Australia                            | 26                 |
| Canada                               | 45                 |
| Nuova Zelanda                        | 23                 |
| Regno Unito                          | 11                 |
| Stati Uniti                          | 38                 |
| U.S. Billboard Hot R&B/Hip-Hop Songs | 39                 |